# Aud Schønemann
Aud Schønemann, egentlig Aud Pande-Rolfsen (13. november 1922 – 30. oktober 2006) var en meget folkekær norsk skuespillerinde. 

## Biografi
Hendes forældre var skuespillerne August Schønemann (1891-1925) og Dagmar Kristensen (1901–1987). Hun var gift med skuespiller og NRK-medarbejder Jan Pande-Rolfsen (1922-2002) fra 1948. Sammen havde de sønnen Pål Pande-Rolfsen.
Schønemann debuterede tidligt i norsk sceneliv, men er mest kendt for rollen som Valborg Jensen i de norske film om Olsenbanden og som moderen (Magnhild Fleksnes) til Marve Fleksnes i tv-serien Fleksnes. Schønemann er den kvindelige skuespiller, som har medvirket i flest norske film, nemlig cirka halvtreds film.  I de senere år spillede hun blandt andet den godtroende syerske Margit i Fredrikssons fabrikk, sammen med blandt andreElsa Lystad, Anne Marie Ottersen og Brit Elisabeth Haagensli. Hun spillede Sigrid Skau i serien Nr. 13.
Schønemann spillede desuden rollen som bestyrerinden i Ola Isenes populære indspilning af Genser'n te'n Johansen (Melodi: Bjarne Amdahl, tekst:Reidar Anthonsen) (RCA Victor NA 1069) i 1950'erne. Hun gentog rollen på Trøste og Bæres album Full pakke (Tylden & Co.) (1992).
Aud Schønemann blev i 2003 ramt af et hjerneslag, og mistede taleevnen. Hun kom sig aldrig og tilbragte sine sidste år på Uranienborg-hjemmet. Hun blev bisat fra Vestre krematorium i Oslo den 9. november 2006.

## Priser og udmærkelser
- Teaterkritikerprisen 1968/69
- Leif Justers ærespris 1992
- Oslo bys kulturpris 1997
- Amandas Ærespris 1997
- Hedersprisen under Komiprisen 2001
- St. Hallvardsmedaljen 2002